# 国鉄タキ40000形貨車
国鉄タキ40000形貨車（こくてつタキ40000がたかしゃ）は、1976年（昭和51年）から製作された、ガソリン専用の 40 t 積 貨車（タンク車）である。
私有貨車として製作され、日本国有鉄道（国鉄）に車籍編入された。1987年（昭和62年）の国鉄分割民営化後は日本貨物鉄道（JR貨物）に車籍を承継している。

## 概要
国鉄はじめ日本国内外で1970年代前半に続発した可燃性物質積載貨車の重大事故を受け、事故発生時の安全性を確保する種々の対策がなされた「保安対策車」として設計された貨車群の一形式である。1976年（昭和51年）1月22日から1981年（昭和56年）3月17日にかけて140両 （タキ40000 - タキ40139） が日本車輌製造、三菱重工業の2社で製作された。所有者は日本石油輸送である。
各年度による製造会社と両数は次のとおりである。
- 昭和50年度 - 2両
  - 日本車輌製造 2両 （タキ40000 - タキ40001）
- 昭和51年度 - 58両
  - 日本車輌製造 58両 （タキ40002 - タキ40059）
- 昭和52年度 - 60両
  - 日本車輌製造 40両 （タキ40060 - タキ40099）
  - 三菱重工業 20両 （タキ40100 - タキ40119）
- 昭和55年度 - 20両
  - 日本車輌製造 20両 （タキ40120 - タキ40139）

ライフル銃でも撃ち抜く事ができないほど堅牢に建造された本車両は、当初1978年に開港した新東京国際空港（成田空港、現：成田国際空港）へのジェット燃料輸送（暫定輸送）に充当された。（→成田空港問題）
成田空港の本格パイプライン稼働に伴う暫定輸送の終了後は一般用途に転用され、他のガソリン専用タンク車と共通に使用された。保安対策に伴う諸基準の改訂で1974年（昭和49年）以降製作が中断されたタキ43000形の代替として拠点間大量輸送への運用範囲拡大も企図されたが、安全性重視の設計手法が積載効率と両立され得なかったことと実需の動向とが影響して本形式は以後製作されず、輸送力の需要はタキ43000形を再製作することで対応された。
1987年（昭和62年）のJR移行では140両全車が車籍を承継され、引き続き各地で石油専用列車に用いられたが、タキ1000形の大量製作に伴い2008年（平成20年）度から淘汰が開始されている。

## 仕様・構造
積載荷重 40 t の 引火性・揮発性液体輸送用二軸ボギータンク貨車（タンク種別：第2種）で、事故時の安全性を重視して車体各部に冗長性の付与を図り、拠点間大量輸送への充当をも企図した設計である。基本構造は中梁を省略した台枠にタキ43000形類似の異径胴タンク体を搭載し、径の太いタンク体中央部を台枠中央部に落とし込んだもので、タンク体と台枠とは両端のタンク受台と、タンク側面中央の受板とで固定される。
タンク形状は斜円錐形状の両端部と直円筒形状の中央部で構成される3体結合タイプ（JIS 類型 C 形）で、側面から見たタンク体上縁部は直線となる。タンク実容積は 54.7 m3 で、タンク空容積を 6 % に拡大して内部圧力の影響を抑制している。タンク体には高耐候性鋼 (SPA-H) を用い、板厚を 8 mm に増して強度を向上した。昇降用のハシゴはタキ43000形と異なり点対称配置で、タンク体側面向かって右側の斜円錐部に設置される。
専用種別標記は「ガソリン専用」であったが、航空燃料輸送に使用された1978年（昭和53年）から1983年（昭和58年）の期間は専用種別が変更され「灯油 (A-1) 専用」と標記された。1979年（昭和54年）度中から化成品分類番号「燃 30」（引火性液体・危険性小）が併記され、航空燃料輸送終了後の1983年以降は専用種別標記を「ガソリン専用」化成品分類番号を「燃 32」 （引火性液体・危険性大）に変更している。外部塗色は黒色である。
事故時の安全性を重視し、改訂後の保安基準に準拠した種々の対応がなされた。横転・転覆時にタンク体の倒立を防止するため、タンク上部の踏板は取付部と一体化した鋼板折曲加工とし、手すり部分には大面積の保護板を追設する。タンク下部の吐出管は開閉操作機構をタンク上部に移設し、弁装置や吐出管自体の破損による積荷漏洩を防止する。台枠はタンク側面を支持する側梁に 300 mm 高の溝形鋼（チャンネル）を用いて応力負担と横転時の衝撃吸収機能とを付与した。台枠端部を延長して台枠緩衝長を 500 mm 確保するとともに、隣車と相対する端梁には開口部を車端側に向けた溝形鋼を用い、万一の衝突時に隣車の「乗り上がり」を防止する。連結器には大容量のゴム緩衝器 RD25 形を用いて車端衝撃に対応する。
これら安全対策の付加により、タキ43000形と比較し全長は 530 mm 増の 13900 mm 、自重は約 3 t 増の 19.5 t に達し、積載荷重は 3 t 減少している。積車での最大重量はタキ43000形と同一の 60 t （軸重 15 t ）で、運用区間は幹線に限定される。

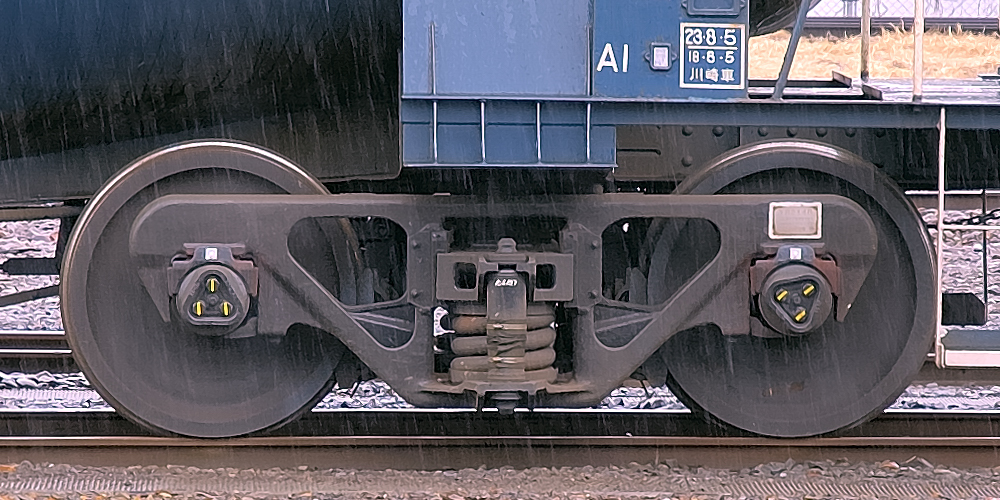
TR214B 形台車
（タキ43000形 2007年3月 郡山駅）

台車はタキ43000形（後期形）と同一の TR214 系を用いる。これは国鉄貨車の標準仕様であったスリーピース構造の鋳鋼側枠台車 TR41 形を大荷重貨車向けに設計変更した TR210 形の改良形で、大荷重に対応する「14 t 短軸」を用いた輪軸・オイルダンパを併設した2重コイルばねの枕ばねは TR210 形と共通の仕様である。TR214 系台車では軸受に密封形円錐コロ軸受を用い、台車側枠と軸受との接触部を別体部品化した「鞍案内式」の軸受支持機構を採用して転がり抵抗と保守性の向上を図っている。本形式で用いる TR214B 形では、枕ばね直上に位置し車体重量を支持する台車枕梁との摺動部となる台車側梁中央部に耐摩レジン製の「摺り板」を設けている。ブレーキ装置は制御弁に K 三動弁を、ブレーキシリンダに UC 形差動シリンダを用い、積荷の有無で2段階にブレーキ力を自動切替する「積空切替機構」を併設した KSD 方式（積空切替式自動空気ブレーキ）である。補助ブレーキは車両端の台枠上部に回転ハンドル式の手ブレーキを設ける。最高速度は 75 km/h である。
1976年（昭和51年）製作の2両（タキ40000, タキ40001）は先行試作車で、タンク上部手すりに設けた保護板の形状が異なるほか、連結器に試作の大容量ゴム緩衝器 RD90 形を併設するなど、細部仕様に差異がある。

## 運用の変遷

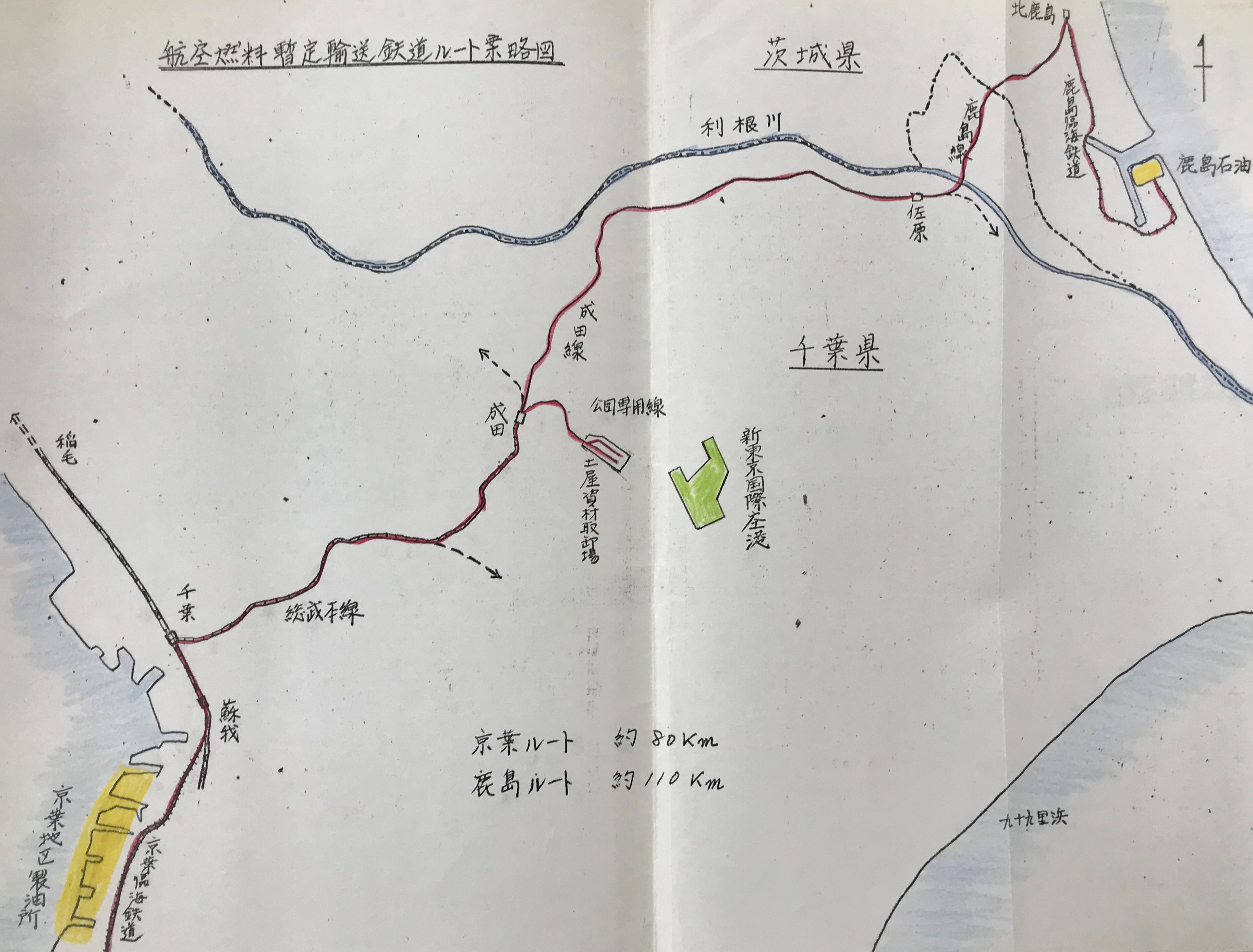
航空燃料暫定輸送鉄道ルート案。実際の京葉ルートは、幕張駅で折返しを行っている。

1976年（昭和51年）1月22日に先行試作車2両（タキ40000, タキ40001）が製作され、各種試験への供試を経て同年6月から量産車（タキ40002 - ）が製作された。1977年（昭和52年）10月3日までに120両（タキ40000 - タキ40119）が完成し、常備駅を成田駅に定めた上で1978年3月2日から成田空港向け航空燃料輸送への使用を開始した。運行系統は鹿島港（発駅：鹿島臨海鉄道 奥野谷浜駅）から鹿島線・成田線を経由する「鹿島ルート」、千葉港（発駅：京葉臨海鉄道 前川駅・甲子駅・浜五井駅）から総武本線を経由する「京葉ルート」の2区間が設定され、成田市街地の北側に設置された土屋燃料中継基地までの専用列車として運行された。1日の運行本数は鹿島ルートが5往復、京葉ルートが2往復である。
航空燃料輸送はパイプライン完成まで継続する暫定対応であったが、1981年3月までに完成予定としていたパイプラインの建設工事が遅延したことから暫定輸送期間は延長された。本形式は1981年（昭和56年）3月までに20両（タキ40120 - タキ40139）を追加製作し、引き続き航空燃料輸送に使用された。パイプラインが竣工し、1983年（昭和58年）8月8日からの供用開始決定を受け、本形式による航空燃料輸送は同年8月6日を以って終了した。航空燃料輸送終了後は専用種別を「ガソリン専用」に復し、他のガソリン専用車と混用された。
本形式は安全性向上を最重視した設計ゆえに重量増加と積載効率低下を回避できず、第2次石油危機の発生・国鉄貨物部門の縮小指向などを原因とする石油製品輸送実需の停滞もあって、以後の製作はなされなかった。1982年（昭和57年）の保安対策諸基準改訂でフレームレス構造が条件付で容認されると、以後の輸送需要は輸送効率に優れるタキ43000形の製作再開で賄われている。
1987年（昭和62年）度末時点で、本形式は全車が名古屋南港駅（名古屋臨海鉄道南港線）常備とされている。入線可能な区間が限定される運用制限貨車であるため、タキ43000形などと共に幹線系統の石油専用列車に多用された。
1987年（昭和62年）のJR移行では140両全車が車籍を承継された。引き続き各地の石油専用列車に用いられてきたが、後継となるタキ1000形の製作進捗によってタキ35000形など 35 t 積車の淘汰が完了すると、本形式も淘汰の対象となり2008年4月から車籍除外車が発生した。2010年（平成22年）4月の時点では36両が在籍していたが、2015年4月時点では在籍がなく、形式消滅した。

## 派生形式

### タキ38000形
36 t 積のガソリン専用タンク車で、1977年（昭和52年）9月8日から1979年（昭和54年）11月1日にかけて140両（タキ38000 - タキ38139）が日本車輌製造、富士重工業の2社で製作された。所有者は日本石油輸送である。
タキ40000形に採用した種々の保安対策を踏襲し、汎用的に運用可能な標準仕様車として設計された。従来の標準タンク車タキ35000形の後続形式である。